# Pierre Labordère

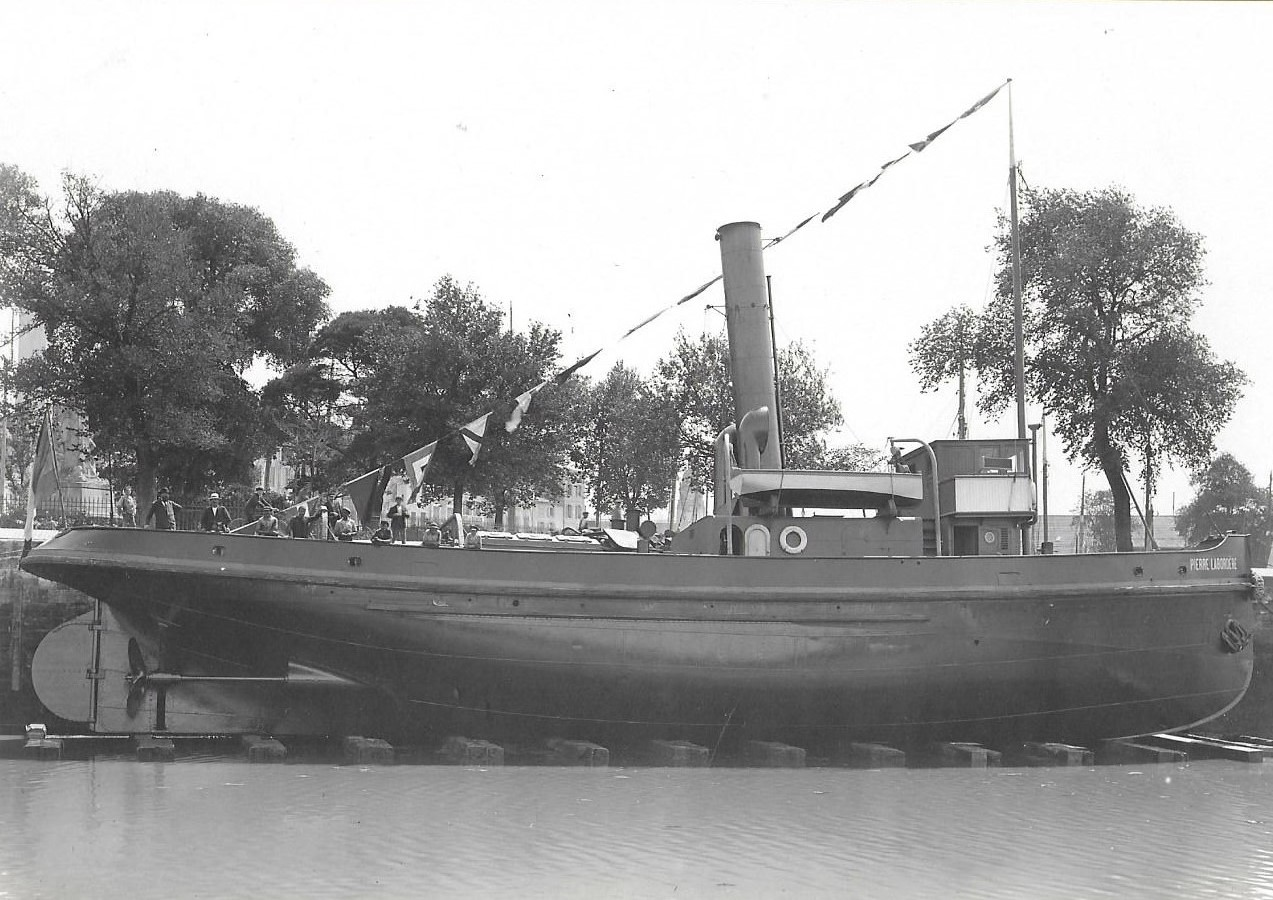
Remorqueur Pierre Labordère au bassin.

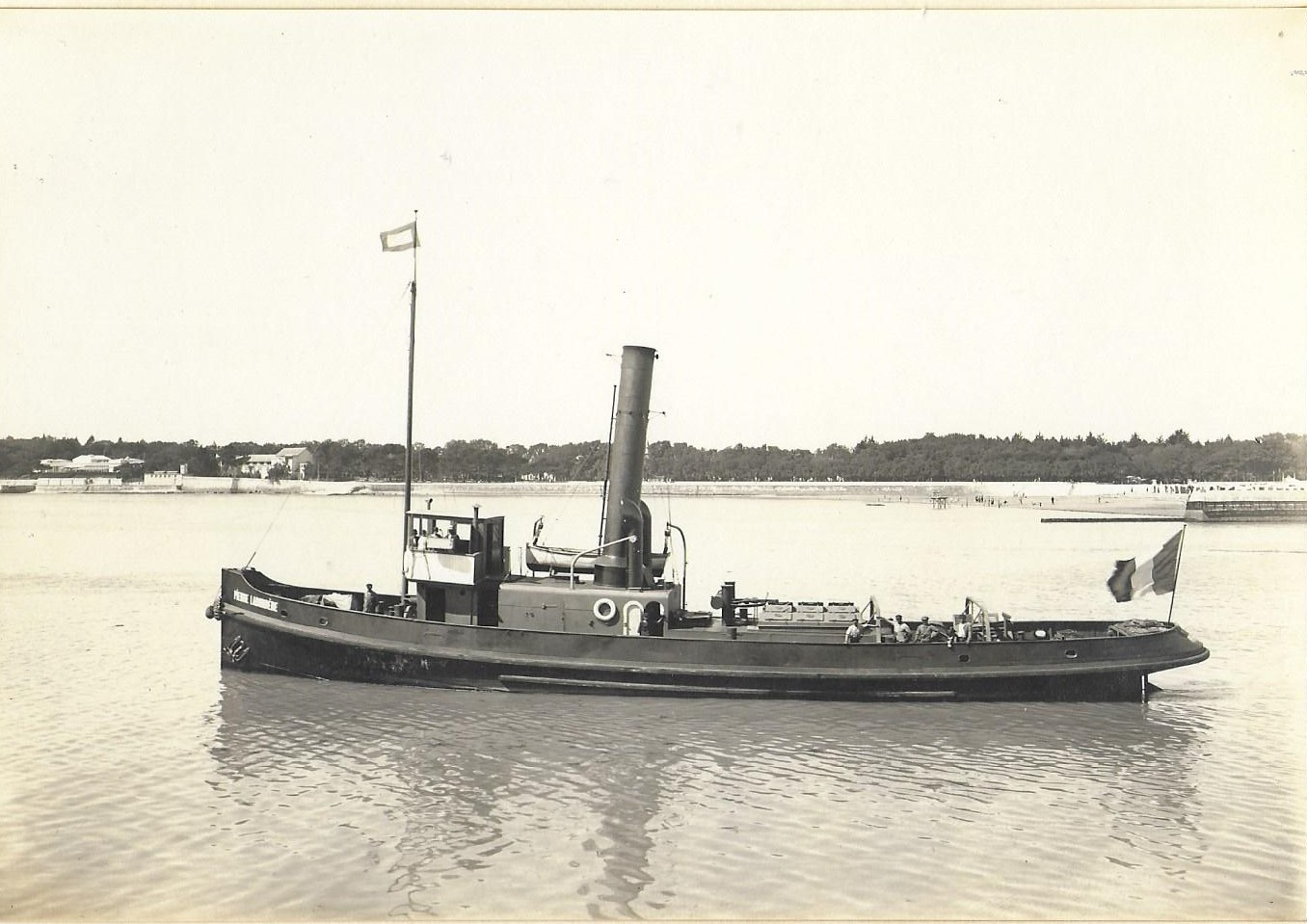
Remorqueur Pierre Labordère au mouillage.

Le Pierre Labordère est un remorqueur apparaissant dans les actualités de 1933 et servant notamment pour le transport des bagnards entre La Pallice et Saint-Martin de Ré mais dont la mission principale est l'assistance en mer.

## Présentation
En 1912, la Chambre de Commerce de La Rochelle cherche une solution pour le remorquage des bateaux en difficulté dans l'approche du port de La Pallice. Le lieutenant du port informe que le remorqueur devrait avoir une force d'au moins 600 CV et un tirant d'eau de 4 mètres environ. La Chambre sollicite différentes entreprises de remorquage au Havre, à Nantes et à Saint-Nazaire pour connaître les conditions dans lesquelles pourrait être assuré le service. Les études sur les recettes envisagées concluent que la société ne pourrait être économiquement viable que grâce à une importante subvention de la Chambre de Commerce. Hélas la situation financière de la compagnie consulaire à cette époque ne lui permet pas de telles dépenses. Toujours sans solution après la première guerre mondiale, la Chambre de Commerce transmet en 1923 aux diverses compagnies du port des notices relatives à la vente aux enchères de 11 remorqueurs russes à Marseille. Initiative qui restera sans suite.

## Origine du nom du bateau
En 1924, la compagnie des Bateaux à Vapeur de l'Île de Ré décide de louer à l'Office National de la Navigation le remorqueur Pierre Labordère, c'était un bateau de 13 m de long environ avec une machine à vapeur alternative pour 2 hélices, très puissant pour sa taille.

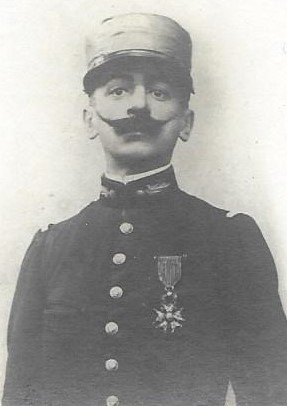
Le Commandant Pierre Labordère

Il avait été baptisé ainsi pour honorer l'ingénieur en chef qui avait dirigé d'importants travaux dans la région (fils de l'ancien sénateur puis député de la Seine Jean-Marie-Arthur Labordère). C'est le plus haut gradé (X 1893) des Ingénieurs des ponts et chaussées tués pendant la Première Guerre mondiale, son nom figure donc en tête sur le monument aux morts de l'École nationale des ponts et chaussées à Marne-la-Vallée.